# Планета 51
«Планета 51» (англ. Planet 51) — комедийный мультипликационный фильм совместного производства Испании, США, Великобритании, Канады режиссёра Хорхе Бланко. Сценаристом выступал с Джо Стиллманом. Созданием мультфильма, стоимостью в 70 млн $, занимались мадридская компания Ilion Animation Studios и английская Handmade Films. В ноябре 2007 года права на показ мультфильма приобрела компания New Line Cinema. Компания Sony Pictures собиралась выпустить мультфильм в прокат при помощи кинокомпании TriStar Pictures во второй половине 2009 года.
Главный герой, американский астронавт капитан Чарльз Чак Бейкер, приземляется на 51-ю планету.  По иронии судьбы, он встречает меньших по размеру, технологически продвинутых, зеленых людей планеты.
Их общество очень напоминает историю счастливой Америки 1940-х годов. Маленькие люди боятся только нападения инопланетных захватчиков... вроде Чака!
Опираясь на помощь своего робота-компаньона «Ровера» и своего нового друга Лема, Чак должен перемещаться по этому чудесному и загадочному миру, чтобы не оказаться навсегда в ловушке в музее инопланетных захватчиков на Планете 51.

## Сюжет
Летательный аппарат NASA производит посадку на одной из отдалённых планет галактики. Из него выходит астронавт, думая, что он — первый, чья нога ступила на эту планету. Однако он обнаруживает, что она населена маленькими зелёными человечками, которые живут в мире, напоминающем Соединённые Штаты Америки 1950-х годов. Обитатели планеты встречают астронавта с удивлением и страхом, благодаря своим фильмам, которые представляют пришельцев жуткими монстрами с одним глазом и возможностью превращения местных жителей в зомби.
Однако не все так думают. Смелый мальчишка, Лем, и его друзья спасают астронавта от злобных ученых и военных, успевая с ним подружиться. В ответ они получают незабываемый полет над своей планетой на космическом корабле астронавта, известность и нового друга.

## Роли озвучивают
- Дуэйн Джонсон — капитан Чарльз Т. Бейкер/Чак
- Джессика Бил — Нира
- Джастин Лонг — Лем
- Шон Уильям Скотт — Скиф
- Гэри Олдмен — генерал Граул
- Джон Клиз — профессор Киппл
- Фредди Бенедикт — Экл
- Алан Марриотт — Глар
- Мэттью Хорн — солдат Весклин
- Джеймс Корден — солдат Вернкот

## Создание и выпуск мультфильма
Создание мультфильма стоимостью 70 млн $ было закончено в июне 2009 года. Компания Sony Pictures Worldwide намерена выпустить мультфильм 19 ноября 2009 года через своё подразделение TriStar Pictures. В ноябре 2007 года компания New Line Cinema приобрела права на распространение мультфильма на территории США. Когда же в феврале 2008 года студия стала частью компании Warner Brothers, то в Warner Brothers захотели выпустить мультфильм летом 2009 года, однако создатели мультфильма настояли на выпуске мультфильма в ноябре.

## Критика
На Metacritic фильм имеет 39 баллов из 100, на основе 21 рецензии, что соответствует статусу "В основном отрицательные отзывы".